# 신지동초등학교
신지동초등학교는 대한민국 전라남도 완도군에 있는 공립 초등학교이다.

## 학교 연혁
- 1944년 7월 4일: 월양공립국민학교 설립 인가
- 1946년 11월 4일: 월양공립국민학교 개교
- 1947년 3월 1일: 신지동공립국민학교 개편
- 1948년 3월 1일: 신지동국민학교 개편
- 1949년 2월 20일: 신지동국민학교 제1회 졸업식
- 일자미상 신지동국민학교 모황분교 설립 인가
- 1960년 4월 1일: 모황분교장 개교
- 1963년 3월 1일: 신지동국민학교 동고분교 설립 인가
- 1963년 5월 15일: 동고분교장 개교
- 1964년 3월 1일: 동고분교 3학급 편성, 모황분교 1학급 편성
- 196?년 ??월 ??일: 동고국민학교 승격 인가
- 1965년 11월 15일: 동고분교 동고국민학교 승격 분리
- 1984년 3월 1일: 신지동국민학교병설유치원 설립 인가
- 1984년 3월 2일: 병설유치원 개원
- 1991년 3월 1일: 완도군지정 연구학교 지정
- 1994년 3월 1일: 모황분교장 폐교 및 본교 통폐합
- 1996년 3월 1일: 신지동초등학교 개편
- 1998년 3월 1일: 전라남도지정 학습부진아 연구학교 지정
- 2007년 3월 1일: 전라남도지정 소규모학교협동교육 연구학교 지정
- 2013년 3월 1일: 무지개학교 선정 및 지정
- 2014년 2월 18일: 제65회 졸업식 2명 졸업
- 2016년 2월 5일: 제67회 졸업식 1명 졸업
- 2017년 3월 1일: 전라남도지정 자율학교 지정(~4년간)
- 2019년 1월 4일: 제70회 졸업식 4명 졸업
- 2023년 1월 6일: 제74회 졸업식 4명 졸업(누계: 4,314명)
- 2023년 9월 1일: 제26대 조윤자 교장 부임

## 참고 자료
- 신지동초등학교 - 한국교육학술정보원 학교알리미